# Balearisk barnmorskegroda
Balearisk barnmorskegroda (Alytes muletensis) är en art i familjen skivtungade grodor som tillhör ordningen stjärtlösa groddjur.

## Utseende
Den baleariska barnmorskegrodan är en liten groda med tämligen stort huvud. Hanen blir upp till 35 mm lång, honan något större, upp till 38 mm. Färgteckningen varierar, men grodan är ofta gulbrun till grön med fläckar i mörkgrönt till svart, samt med vit undersida. Hanen kan nå en längd av 36 mm, medan honan kan bli upp till 42 mm lång. Pupillen är vertikal och springformad.

## Utbredning
Grodan finns endast vid ett 10-tal bäckar i Serra de Tramuntana, en bergskedja i det inre av Mallorca. Man beräknar att det totala antalet vuxna djur är mellan 500 och 1 500 par (Arnold 2003).
Fossil av arten från sen pleistocen upptäcktes på Mallorca 1977 av Sanchiz och Adrover, men den antogs länge ha dött ut när ön koloniserades för omkring 6 000 år sedan. Buley och Gerardo Garcia upptäckte emellertid levande exemplar av arten 1997 i några svårtillgängliga kalkstensgrottor på Serra de Tramuntana.

## Vanor
Den baleariska barnmorskegrodan lever nära kalkstensbäckarna i Serra de Tramuntana där den vistas i klippspringor och under stenar i mindre grupper. Klimatet i området är tämligen fuktigt, med en årsnederbörd mellan 1 000 och 2 000 mm. Grodan är framför allt nattaktiv. Den vistas från 10 m höjd upp till 850 m. Någon vintervila förekommer inte.

## Fortplantning
Den baleariska barnmorskegrodan leker under våren; hanar med ägg är vanligast i maj och juni. Leken sker i samma vattendrag där grodorna lever. Efter äggläggningen virar hanen äggmassan runt bakbenen på samma sätt som hos övriga barnmorskegrodor.